# Valérie Fabre
Valérie Fabre (30 de julio de 1966) es una deportista francesa que compitió en tiro con arco, en la modalidad de arco compuesto.
Ganó cuatro medallas en el Campeonato Mundial de Tiro con Arco al Aire Libre entre los años 1997 y 2005, y cuatro medallas en el Campeonato Mundial de Tiro con Arco en Sala entre los años 1997 y 2005.
Además, obtuvo ocho medallas en el Campeonato Europeo de Tiro con Arco al Aire Libre entre los años 1994 y 2006, y ocho medallas en el Campeonato Europeo de Tiro con Arco en Sala entre los años 1996 y 2006.

## Palmarés internacional
| Campeonato Mundial al Aire Libre | Campeonato Mundial al Aire Libre | Campeonato Mundial al Aire Libre | Campeonato Mundial al Aire Libre |
| Año                              | Lugar                            | Medalla                          | Prueba                           |
| -------------------------------- | -------------------------------- | -------------------------------- | -------------------------------- |
| 1997                             | Victoria (Canadá)                | Medalla de bronce                | Equipo                           |
| 2001                             | Pekín (China)                    | Medalla de oro                   | Equipo                           |
| 2003                             | Nueva York (Estados Unidos)      | Medalla de plata                 | Equipo                           |
| 2005                             | Madrid (España)                  | Medalla de oro                   | Equipo                           |
| Campeonato Mundial en Sala       |                                  |                                  |                                  |
| Año                              | Lugar                            | Medalla                          | Prueba                           |
| 1997                             | Estambul (Turquía)               | Medalla de oro                   | Individual                       |
| 1997                             | Estambul (Turquía)               | Medalla de plata                 | Equipo                           |
| 2001                             | Florencia (Italia)               | Medalla de plata                 | Equipo                           |
| 2005                             | Aalborg (Dinamarca)              | Medalla de bronce                | Equipo                           |
| Campeonato Europeo al Aire Libre |                                  |                                  |                                  |
| Año                              | Lugar                            | Medalla                          | Prueba                           |
| 1994                             | Nymburk (República Checa)        | Medalla de oro                   | Equipo                           |
| 1994                             | Nymburk (República Checa)        | Medalla de bronce                | Individual                       |
| 1998                             | Boé/Agen (Francia)               | Medalla de oro                   | Equipo                           |
| 2000                             | Antalya (Turquía)                | Medalla de plata                 | Equipo                           |
| 2002                             | Oulu (Finlandia)                 | Medalla de bronce                | Equipo                           |
| 2004                             | Bruselas (Bélgica)               | Medalla de oro                   | Individual                       |
| 2004                             | Bruselas (Bélgica)               | Medalla de oro                   | Equipo                           |
| 2006                             | Atenas (Grecia)                  | Medalla de bronce                | Equipo                           |
| Campeonato Europeo en Sala       |                                  |                                  |                                  |
| Año                              | Lugar                            | Medalla                          | Prueba                           |
| 1996                             | Mol (Bélgica)                    | Medalla de plata                 | Equipo                           |
| 1998                             | Oldenburgo (Alemania)            | Medalla de oro                   | Individual                       |
| 1998                             | Oldenburgo (Alemania)            | Medalla de oro                   | Equipo                           |
| 2000                             | Spała (Polonia)                  | Medalla de oro                   | Equipo                           |
| 2000                             | Spała (Polonia)                  | Medalla de plata                 | Individual                       |
| 2002                             | Ankara (Turquía)                 | Medalla de plata                 | Equipo                           |
| 2004                             | Sassari (Italia)                 | Medalla de oro                   | Equipo                           |
| 2006                             | Jaén (España)                    | Medalla de plata                 | Individual                       |